# Пильганы

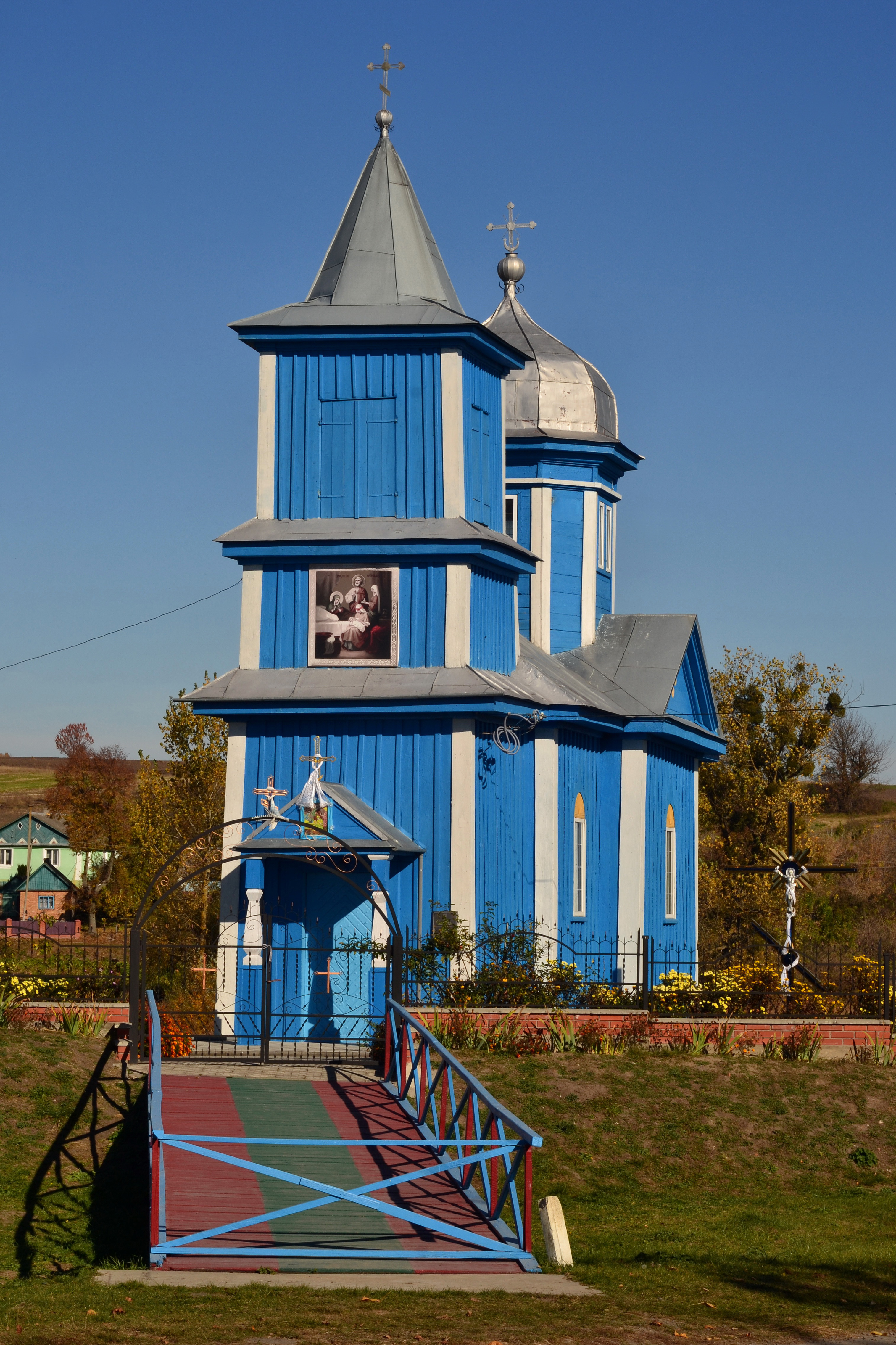
Церковь в Пильганах - объект культурного наследия Украины

Пильганы (укр. Пильгани) — село на Украине, находится в Марьяновской поселковой общине Луцкого района Волынской области.
Код КОАТУУ — 0720887503. Население по переписи 2001 года составляет 274 человека. Почтовый индекс — 45772. Телефонный код — 3379. Занимает площадь 8,54 км².